# Лука (општина)
Лука је насељено место и седиште општине у Загребачкој жупанији, Хрватска. До територијалне реорганизације у Хрватској налазила се у саставу бивше велике општине Запрешић.

## Становништво
На попису становништва 2011. године, општина Лука је имала 1.351 становника, од чега у самој Луци 416.

## Попис1991.
На попису становништва 1991. године, насељено место Лука је имало 362 становника, следећег националног састава:
| Попис 1991.‍  | Попис 1991.‍  | Попис 1991.‍ | Попис 1991.‍ | Попис 1991.‍ |
| ------------ | ------------ | ----------- | ----------- | ----------- |
|              |              |             |             |             |
| Хрвати       | Хрвати       |             | 357         | 98,61%      |
| Југословени  | Југословени  |             | 1           | 0,27%       |
| Срби         | Срби         |             | 1           | 0,27%       |
| неопредељени | неопредељени |             | 1           | 0,27%       |
| непознато    | непознато    |             | 2           | 0,55%       |
| укупно: 362  |              |             |             |             |